# Justicia alchorneeticola
Justicia alchorneeticola är en akantusväxtart som beskrevs av Champl.. Justicia alchorneeticola ingår i släktet Justicia och familjen akantusväxter. Inga underarter finns listade i Catalogue of Life.